# Шереметев, Иван Петрович
Ива́н Петро́вич Шереме́тев (ок. 1580 — 8 июля 1647) — деятель эпохи Смуты и царя Михаила Фёдоровича.

## Биография
Шереметев — старший сын Петра Никитича Шереметева и жены его Феодосии Борисовны, рождённой княжны Долгоруковой.
В первый раз Иван Петрович Шереметев упоминается уже в чине стольника весной 1606 г., когда он наряжал вина на двух обедах у первого Лжедмитрия — в конце апреля и 8 мая, в день его свадьбы с Мариной Мнишек.
В 1611 году Шереметев присягнул королевичу Владиславу, а потом появился в ополченском стане под Москвой, и «по его прямому заводу», какъ писали бывшие под Москвой вологжане к своим землякам в Вологду, а может быть, только при его косвенном участии, — 25 июля 1611 года был убит казаками Прокопий Ляпунов. 5 сентября Иван Петрович Шереметев был снова под Москвой, в полках кн. Дмитрия Тимофеевича Трубецкого, и стал подбивать атаманов и казаков, чтобы они убили кн. Дмитрия Михайловича Пожарского. Как видно, он употреблял всевозможные способы, чтобы отогнать ополчение от Москвы, желая, «чтобы Литва в Москве сидела». Заведя смуты и раздоры въ ополчении, Иван Петрович Шереметев успел вовремя удалиться из подмосковного стана, а поздней осенью 1611 года был послан Московской Боярской Думой на воеводство в Кострому.
В 1613—1616 годы Шереметев бывал рындой при разных торжественных приёмах у царя Михаила Феодоровича. В сентябре 1614 года он посылался в Мценск воеводой передового полка. В 1625 году он был пожалован в комнатные стольники.
В 1634 году Иван Петрович Шереметев пожалован был в бояре и назначен воеводой в Казань, где пробыл до 1636 года.
С конца 1640 года до самой своей кончины Шереметев заведовал Владимирским судным приказом, отправляя, кроме того, различные другие службы.
Последние годы своей жизни Иван Петрович Шереметев пользовался большим почётом при дворе. Возвышение его произошло, главным образом, вследствие его «родовитости». Иначе чем же можно объяснить то, что произошло четверть века спустя после воцарения Михаила Фёдоровича Романова — что князь Дмитрий Михайлович Пожарский, освободитель Москвы от поляков, этот «прямой» Смутного времени, бывал неоднократно в «товарищах» у Ивана Петровича Шереметева, не только не устоявшего на прямом пути во время почти всеобщего шатания умов Московского государства, но виновника убийства Прокопия Ляпунова и подстрекавшего казаков против самого князя Пожарского.
И. П. Шереметев, по сведениям А. П. Барсукова (Род Шереметевых. — СПб., 1881—1883), женат был два раза: 1) на Марье Елизарьевне Вылузгиной; и 2) на Марфе Васильевне Нагой, вдове погибшего на русско-польской войне 1633-34 годов Богдана Нагого, урождённой княжне Волконской. От первого брака у него был один сын, Василий Иванович (род. около 1629 ум. 12 января 1652 г.), женатый дважды: 1) на Ксении Ивановне Коробьиной (ум. 5 мая 1650 г.) и 2) на Евфимии Михайловне Милославской, бывшей в первом браке за сибирским царевичем Василием Ишимовым Кучумовым. От второго брака у Ивана Петровича Шереметева было два сына и дочь: 1) Никита Иванович (ум. 9 июня 1675 г.), женатый три раза, 2) Матвей Иванович (ум. 1 декабря 1644 г.) и 3) Анна Ивановна, за боярином Иваном Ивановичем Салтыковым.

## Характеристика
Для характеристики «сильных людей» последних лет царствования Михаила Фёдоровича стоит пристальней присмотреться к другому боярину из этого рода, Ивану Петровичу Шереметеву, получившему своё боярство 2 февраля 1634 года, но остававшемуся в тени своего дяди. Хотя скорее это была не тень, а мощная защита, в которой Иван Петрович Шереметев, бывший в 1612 году воеводой в Костроме и активно противодействовавший пришедшему туда ополчению князя Дмитрия Михайловича Пожарского и Кузьмы Минина, несомненно, нуждался. Со временем эти его «подвиги» были забыты, но задержка с пожалованием в боярский чин при жизни патриарха Филарета весьма красноречива, да и князь Иван Борисович Черкасский, видимо, не жаловал его. Среди малоприятных страниц биографии Ивана Петровича Шереметева корыстование из опальных «животов» Андрея Измайлова, сына казнённого окольничего А. В. Измайлова, присвоение имущества первого мужа своей жены Богдана Нагого, который приказал после своей смерти продать всё своё добро и на вырученные деньги расписать Троицкую церковь в Троице-Сергиевом монастыре. Вот такого человека, для которого ничего не было свято, поставили во главе важнейшего Приказа сбора ратных людей в 1639 году. Как писал А. И. Яковлев, «было совершенно ясно, какие следствия могло иметь допущение к столь сложному, трудному и щекотливому делу, как сбор, порученный Приказу сбора ратных людей, такого дельца, каким был И. П. Шереметев». <…> На склоне лет Фёдор Иванович Шереметев вынужден был жаловаться на Ивана Петровича Шереметева уже новому царю Алексею Михайловичу: «Боярин Иван Петрович с братьею своею и с детьми и с племянники, умышляет на меня, холопа твоево, с советники своими, и с друзьями, и с такими ж, каков сам обычаем, всякое зло и разоренье домишку моему и вотчинкам ныне и по смерти моей…» Оказалось, что «советником» Ивана Петровича Шереметева, ретиво вмешивавшегося в деление намечавшегося наследства своего дяди, был не кто иной, как думный дьяк и глава Разрядного приказа Иван Афанасьевич Гавренев, дочь которого была замужем за одним из Шереметевых. Так создавался порочный круг кумовства, справиться с которым трудно было даже самим «сильным людям», не говоря о тех, кто страдал от их произвола.

Историк А. И. Яковлев назвал Шереметева «опасным и хищным паразитом».